# Fidel Castro Díaz-Balart
Pour les articles homonymes, voir Castro, Díaz-Balart, Díaz et Balart.
Fidel Castro Díaz-Balart, dit Fidelito, né le 1er septembre 1949 à La Havane et mort le 1er février 2018 dans la même ville, est un physicien nucléaire cubain. Il est le fils ainé de Fidel Castro et de sa première femme Mirta Díaz-Balart.

## Biographie
Il est l'aîné des huit enfants officiels du leader cubain Fidel Castro. Sa mère Mirta Díaz-Balart, est issue de la grande bourgeoisie cubaine ; son oncle Rafael Díaz-Balart était sous-secrétaire d'État sous le régime de Fulgencio Batista et devient ensuite un opposant à Fidel Castro. Mariés en 1948, ils divorcent sept ans plus tard, la garde de Fidel Castro Díaz-Balart étant accordée à Mirta Díaz-Balart, bien que le leader cubain finisse par le lui enlever. En effet alors qu'il vivait avec sa mère en Floride aux États-Unis, Mirta Díaz-Balart l’envoie à Cuba, pour qu’il puisse revoir son père, ce dernier le gardera définitivement à ses côtés.  
Après la révolution cubaine, le jeune homme part étudier à l'université d'État de Moscou (URSS), y obtenant un doctorat en sciences physiques et en mathématiques nucléaires. Il rencontre une Russe, Olga Smirnova, avec laquelle il se marie et a trois enfants. Après un divorce, il se remarie avec María Victoria Barreiro.  
Se laissant pousser la barbe, il cultive la ressemblance physique avec son père. Dans les années 1980, il est nommé responsable du programme nucléaire cubain, ce qui lui vaut une éphémère notoriété. Il est notamment chargé de construire la centrale nucléaire de Juragua, mais dont les travaux ne sont finalement pas achevés, à cause de la dislocation de l'URSS. Fidel Castro accuse alors son fils de négligence, ce qui lui vaut une disgrâce, bien qu'il reste conseiller scientifique du Conseil d'État et vice-président de l'Académie des sciences de Cuba.
Cependant, il n'a jamais aspiré à une carrière politique, contrairement aux enfants de Raúl Castro, Alejandro et Mariela.
Il meurt le 1er février 2018, un peu plus d'un an après son père. Dépressif, il aurait mis fin à ses jours.